# Stade Libertadores de América-Ricardo Enrique Bochini
Le stade Libertadores de América (Estadio Libertadores de América en espagnol) est un stade de football situé à Avellaneda dans la province de Buenos Aires. Son club résident est le CA Independiente.
Construit entre 1926 et 1928 et inauguré le 4 mars 1928, c'est le premier stade en ciment réalisé sur le continent sud-américain. Rénové en 1961, sa capacité est alors de 57 098 places (dont 27 863 assises), ce qui en fait l'un des quatre plus grands du pays.
Le stade se trouve à quelques centaines de mètres du stade du grand club rival d'Independiente, l'estadio Presidente Juan Domingo Perón du Racing Club.

## Reconstruction

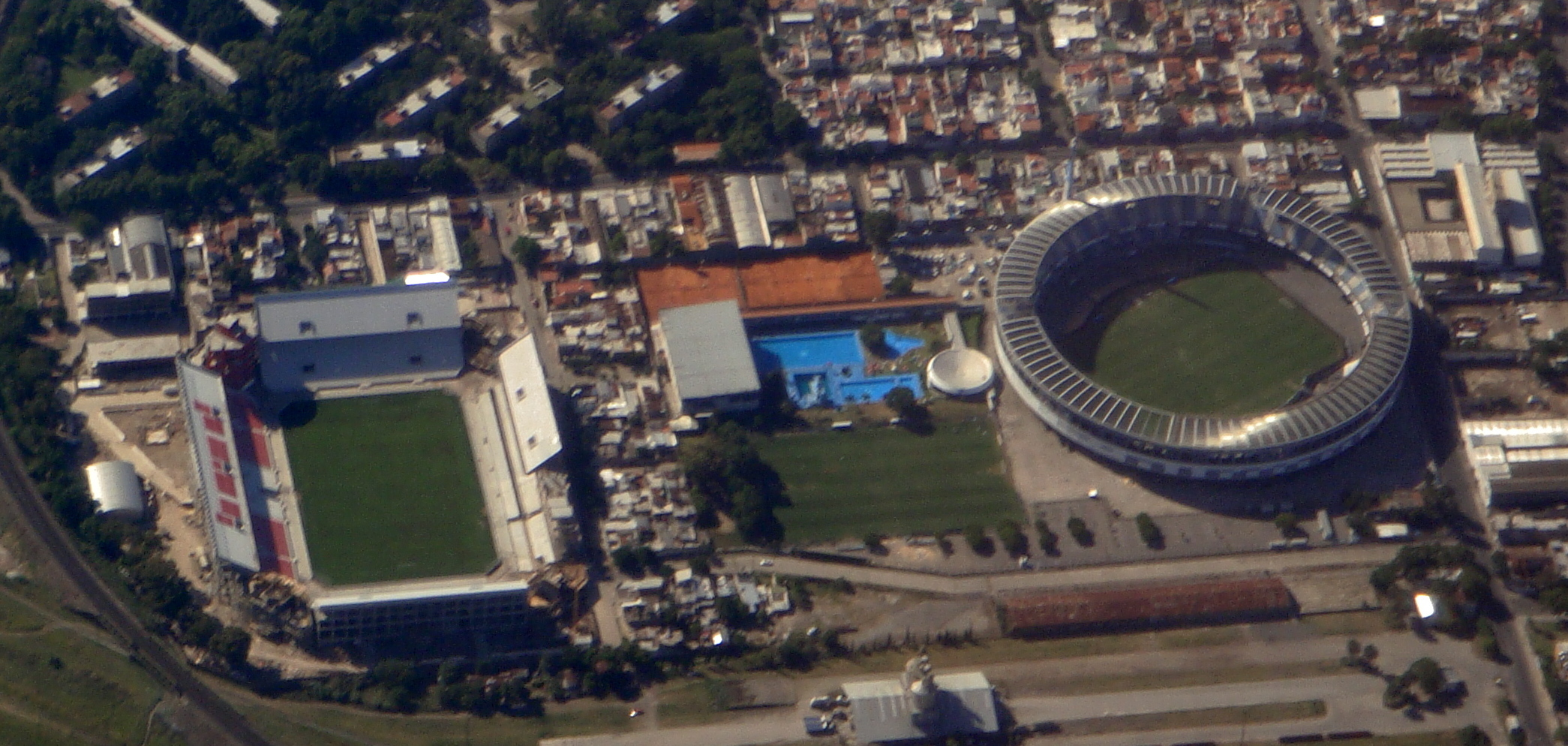

À la fin de 2005, le président du Independiente, Julio Comparada, a présenté le projet de construire un nouveau stade. Ce projet a été rendu possible grâce à la vente de Sergio Agüero à l'Atlético de Madrid.
En 2007, la reconstruction totale du stade est lancée. Inauguré le 28 octobre 2009, le nouveau stade, dessiné « à l'européenne », a une capacité de 41 000 places. Il  atteint 52 364 spectateurs en 2016 .

En 2021 son nom est modifié en Stade Libertadores de América-Ricardo Enrique Bochini  en hommage à son plus grand joueur.